# كيج مونتجومري
كيج مونتجومري هو محامي وسياسي كندي، ولد في 2 مايو 1898 في نيو برونزويك في كندا، وتوفي في 5 يونيو 1963. حزبياً، نشط في الحزب الكندي التقدمي المحافظ. وقد انتخب عضو مجلس العموم الكندي.